# Roche-d'Agoux

Roche-d'Agoux este o comună în departamentul Puy-de-Dôme, Franța. În 1 ianuarie 2022 avea o populație de 114 de locuitori.